# Mazda 818
Mazda 818 var en lille mellemklassebil, som Mazda i Japan byggede mellem 1973 og 1979. Sammen med modellerne 1000, 1500/1800 og 616 var 818 en af de første modeller, som Mazda eksporterede til Europa. På andre markeder solgtes bilen som Mazda Familia (USA og Japan) eller Mazda 808 (USA, Australien og New Zealand). Modelnavnet Familia havde af Mazda tidligere været benyttet på modellerne 800 og 1000, og senere også af 323. Da Mazda 1000 og 818 på mange markeder blev solgt sideløbende med hinanden, blev 818 for at kunne kende forskel også betegnet Grand Familia.
Bilen fandtes i første omgang som todørs coupé og firedørs sedan (Limousine). Den havde samme firecylindrede rækkemotor på 1586 cm³ med 55 kW (75 hk) som 616, hvilket efter daværende forhold var en stor motor. Motorkraften blev gennem en firetrins manuel gearkasse overført til baghjulene gennem en kardanaksel.
I 1976 fik modellen sit første facelift. Den vigtigste ændring var en ny motor på 1272 cm³ med 44 kW (60 hk), som passede bedre til bilen og kunne bestilles i stedet for den (indtil videre fortsat tilgængelige) hidtidige 1,6-litersmotor. Bilen fik også runde forlygter i stedet for de hidtidige rektangulære samt nye fælge. Som ny karrosserivariant introduceredes en femdørs stationcar under betegnelsen Variabel. Sedanen med 1,3-litersmotor kunne bestilles med tretrins automatgear.
I 1977 udgik 1,6-litersmotoren i sedanen, og det følgende år blev coupémodellen taget af programmet. I juli 1979 solgtes den sidste Mazda 818, så den i 1976 introducerede 323 nu var Mazdas mindste bilmodel.
Mellem 1972 og 1977 fandtes Mazda 818 i alle karrosserivarianter også med wankelmotor og modificeret front under navnet Mazda RX-3. Denne modelvariant fandtes dog ikke på alle markeder og blev i Japan, USA, Australien og New Zealand solgt under navnet Savanna.